# Alfonso Martínez de Toledo
Alfonso Martínez de Toledo conhecido como Arcebispo de Talavera (c. Toledo, 1398 — c. 1470), foi um escritor e sacerdote espanhol.

## Obras
- Corbacho o Reprobación del amor mundano (1498)
- Vidas de San Ildefonso y San Isidoro
- Atalaya de las Corónicas